# Platykula albihirta
Platykula albihirta is een vliesvleugelig insect uit de familie Torymidae. De wetenschappelijke naam is voor het eerst geldig gepubliceerd in 1887 door Ashmead.